# Coenophila rufescentior
Coenophila rufescentior là một loài bướm đêm trong họ Noctuidae.